# 1596
1596 (MDXCVI) a fost un an bisect al calendarului gregorian, care a început într-o zi de [luni]].

## Evenimente

### Februarie
- Carnavalul Însângerat: Cererea secuilor participanți la Bătălia de la Giurgiu de a li se îndeplini promisiunile în schimbul cărora plecaseră la luptă este suprimată brutal în Transilvania.

### Octombrie
- 9 octombrie: Uniunea de la Brest: Mitropolitul de Kiev Mihail Rogoza și cinci episcopi sufragani (subordonați) reuniți în sinod decid să se pună sub ascultarea scaunului apostolic de la Roma.

### Nedatate
- Sigismund Báthory, principe al Transilvaniei, și Mihai Viteazul nu reușesc să captureze cetatea Timișoarei după un asediu care durează 40 de zile.

## Nașteri
- 31 martie: René Descartes, filosof și matematician francez (d. 1650)
- 1 noiembrie: Pietro da Cortona, arhitect și pictor italian (d. 1669)

- 31 decembrie: Petru Movilă, mitropolit al Kievului și Rusiei (d. 1647)

## Decese
- 3 aprilie: Sinan Pașa (n. Koca Sinan Pașa), 76 ani, comandant de oști și om de stat otoman (n. 1520)